# Vénus de Savignano
La Vénus de Savignano est une statuette en stéatite, datant du Paléolithique supérieur, découverte près du village de  Savignano sul Panaro (it), dans la province de Modène en Italie.

## Découverte et contexte archéologique
La Vénus de Savignano a été découverte en 1925 lors de travaux de construction près du village de  Savignano sul Panaro (it). Elle fut montrée par hasard à Giuseppe Graziosi, sculpteur et père du professeur Paolo Graziosi, qui se rendit compte de son intérêt et l'acquit pour en faire don par la suite au Musée Pigorini.
La statuette se trouvait à un mètre de profondeur, dans des dépôts alluviaux, mais aucun élément permettant de la dater même approximativement n'était associé. Son âge fit l'objet de nombreux débats. Un âge néolithique, avancé par certains, a finalement été écarté en faveur d'un âge paléolithique supérieur, sur la base de comparaisons stylistiques avec d'autres Vénus connues, notamment celles des Balzi Rossi. Elle présente en effet d'importantes similitudes avec les Vénus du Gravettien (environ 29 à 22 000 ans BP). Des industries lithiques gravettiennes ont par ailleurs été découvertes dans la région.

## Description

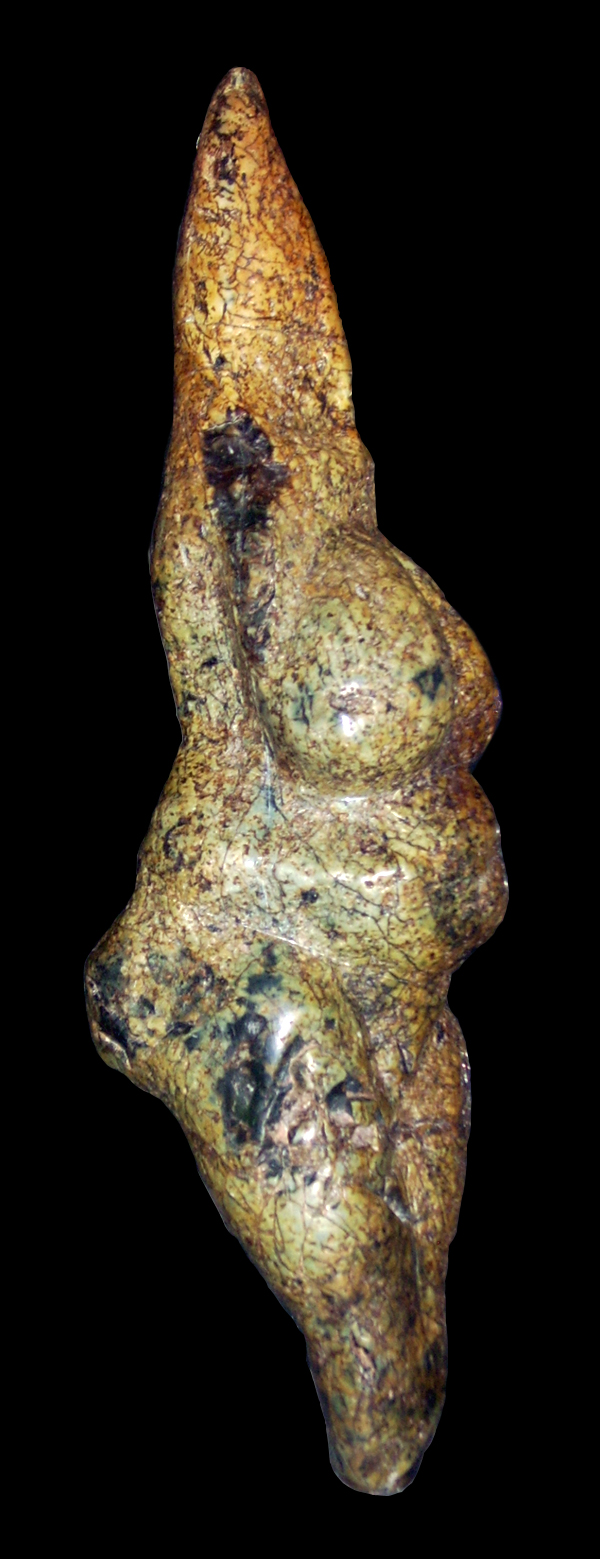
Vénus de Savignano (profil)

Il s'agit de l'une des plus grandes sculptures paléolithiques de ce type, puisqu'elle mesure 225 mm de haut, 50 mm de large et 65 mm d'épaisseur pour une masse de 586,5 g. La loi de frontalité est respectée.
Sa surface est entièrement polie avec, par endroits des traces de percussion. L'extrémité supérieure est formée par une pyramide allongée évoquant une cagoule de pénitent. Une longue arête verticale est présente au niveau de ce qui devrait être la face. Le buste s'inscrit dans le prolongement de cette pyramide sans qu'un cou soit dégagé. Les bras sont esquissés et semblent reposer sur les seins, volumineux et hémisphériques. Le ventre est étroit mais proéminent, les reins cambrés et les fesses saillantes. La partie inférieure s'effile rapidement en pointe, rappelant par symétrie la partie supérieure sans que les jambes ou les pieds soient évoqués. Des esquillements au niveau de la pointe inférieure ont permis d'envisager que cette statuette était plantée en terre.

## Exposition
La Vénus de Savignano fait partie de l'exposition permanente du Musée Pigorini (it) à Rome.